# Coppa Giuseppe d'Amico
La Coppa Giuseppe d'Amico è un trofeo di canottaggio in memoria di Giuseppe d’Amico disegnato e manufatto dai laboratori Ascione di Torre del Greco in argento, ottone, madreperla, lapislazzuli, corallo e si sviluppa sul tema dei remi e del mare:
Il fusto della coppa è infatti costituito da sei remi di argento dorato posti su una base squadrata di madreperla haliotis, il cui colore verde-blu intende richiamare il mare. Tali remi reggono la coppa di argento lucidata a specchio, avvolta dalle onde del mare. Sui remi e sulla base sono ben visibili i colori sociali del Circolo del Remo e della Vela Italia di Napoli, rosso e blu, realizzati con corallo e lapislazzuli.
La coppa d'Amico viene disputata lo stesso giorno e sullo stesso campo di gara della Lysisyrata ed è un trofeo challenge che viene vinto dalla categoria master otto jole, in cui correva d'Amico.